# Сравнение путинизма и фашизма

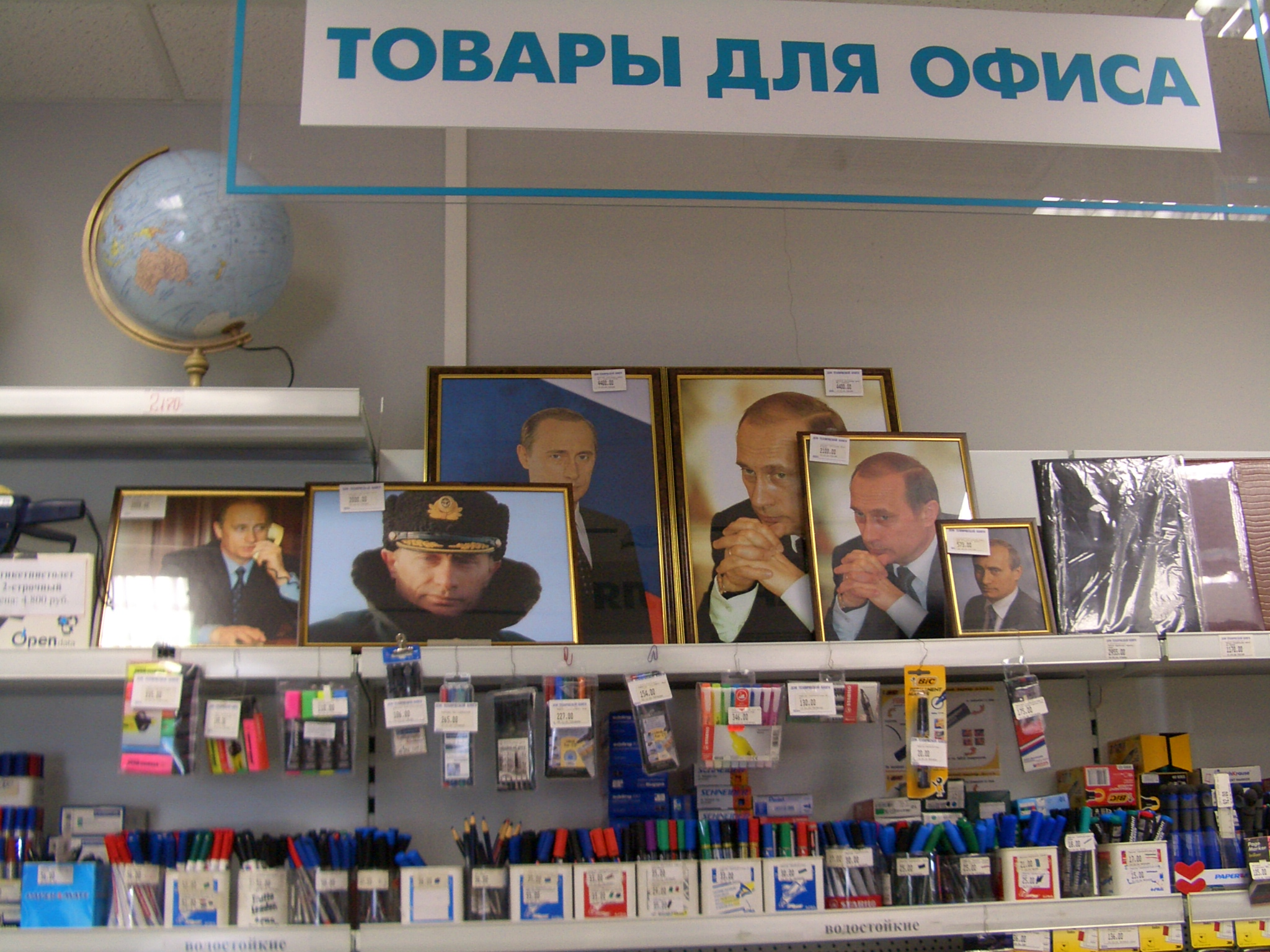
Портреты Путина в отделе канцелярских товаров, 2006 год

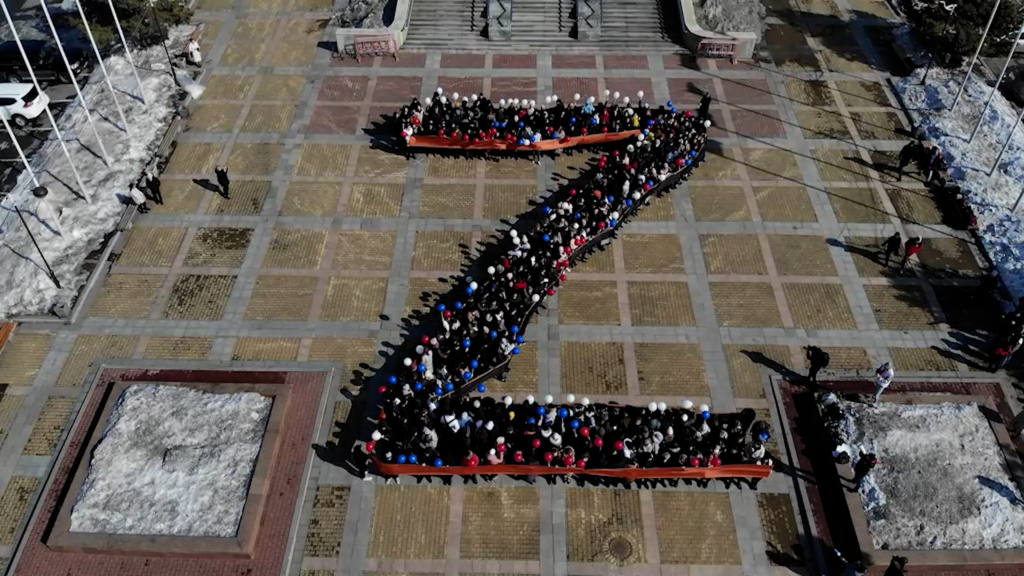
Флешмоб «Своих не бросаем», проведённый в Хабаровске в марте 2022 года. Участники акции выстроились в виде буквы Z — символа российского вторжения на Украину

Начиная с 2000-х годов среди исследователей и политиков по всему миру ведутся дебаты о том, является ли режим Владимира Путина, также известный как путинизм, фашистским. Споры осложняются тем, что до сих пор не существует единого общепринятого определения фашизма.

## Предыстория
В 1998 году профессор политологии Калифорнийского университета в Беркли и один из ведущих мировых исследователей фашизма и марксизма Энтони Джеймс Грегор опубликовал сравнительное исследование итальянского фашизма и «нового национализма, возникшего в постсоветской России». Грегор указал на близкое сходство двух режимов и на роль КПРФ и ЛДПР в закреплении основы для правого радикализма в стране.

## Правление Владимира Путина
В 2004 году бывший советник президента США по национальной безопасности Збигнев Бжезинский заявил, что путинский режим начинает напоминать фашизм Бенито Муссолини. В 2005 году об этом заявил Директор Центральной разведки Джеймс Вулси, а также бывший госсекретарь США Хиллари Клинтон. Начиная с 2000-х годов о существующих в России признаках фашистского режима заявляли и известные учёные, включая Тимоти Снайдера, Александра Мотыля, Владислава Иноземцева. По мнению последнего, Россию больше нельзя считать нелиберальной демократией, как Венгрию и Польшу. В 2017 году отмечалась[кем?] возможность трансформации России в фашистское государство. Отмечается, что фашизация происходит как сверху — в виде корпоративизации власти — так и снизу — с ростом ксенофобии.
Сторонники использования термина «русский фашизм» по отношению к путинскому режиму указывают на присутствие в России характерных для классического фашизма черт: наличие харизматичного диктатора и присутствие культа личности, гипернационализм, культ насилия, массовое привлечение молодёжи, высокий уровень репрессий, мощная пропагандистская машина. Они также указывают на то, что в стране практически отсутствуют все демократические институты, а выборы не являются ни свободными, ни справедливыми. При этом видно явное главенство партии «Единая Россия» и преследование оппозиционеров при полном уничтожении свободы слова и собраний. Профессор Йельского университета Тимоти Снайдер в своей книге «Дорога к несвободе» также указал на присутствие в стране характерного для фашизма культа мёртвых, который в российском контексте связан с празднованиями победы во Второй мировой войне.
Одним из наиболее популярных «тестов на фашизм» является 14 признаков, выделенных писателем Умберто Эко в докладе «Вечный фашизм» (англ. Eternal Fascism), зачитанном на симпозиуме в честь 50-летия освобождения Европы в Колумбийском университете. Среди этих признаков: культ традиции, культ иррационального, ксенофобия, идея аристократической избранности, культ количества в ущерб качеству (массы — в ущерб единице), невозможность критики власти, наличие в обществе индивидуальной или социальной фрустрации, элитаризм, культ мужественности, преследование неконформистских сексуальных практик, использование новояза. Следуя этому определению, ряд интеллектуалов и журналистов считает, что Россия при путинском правлении является фашистским государством с формированным культом личности Путина.
Журналисты из Vox Ukraine также указали на присутствие в России символов, аналогичных свастике (таких, как латинская буква Z), совершение геноцида других национальностей (в том числе в Мариуполе и Буче), игнорирование международного законодательства, тотальный контроль над медиа и всевластие правоохранительных служб. Опубликованная в The Guardian статья также указывала на присутствующий в России антисемитизм.
Считается[кем?], что любимым философом Владимира Путина является Иван Ильин — один из основателей так называемого «русского христианского фашизма». Путин неоднократно отмечал, что часто перечитывает труд Ильина «Что сулит миру расчленение России». Он также цитировал его работы в своих выступлениях — в 2005, 2006, 2012, 2013 и 2014 годах. Ильина цитировали или упоминали Дмитрий Медведев, Сергей Лавров, патриарх Кирилл, лидеры партии «Единая Россия», Владислав Сурков. При этом Путин принимал участие в перезахоронении останков Ильина в России и даже самолично приехал на освящение могилы. Среди других любимых философов Путина — консерватор Николай Бердяев. Кроме того, утверждается, что на Путина оказывает влияния философия Александра Дугина, чьи взгляды многими исследователями оцениваются как в целом фашистские.

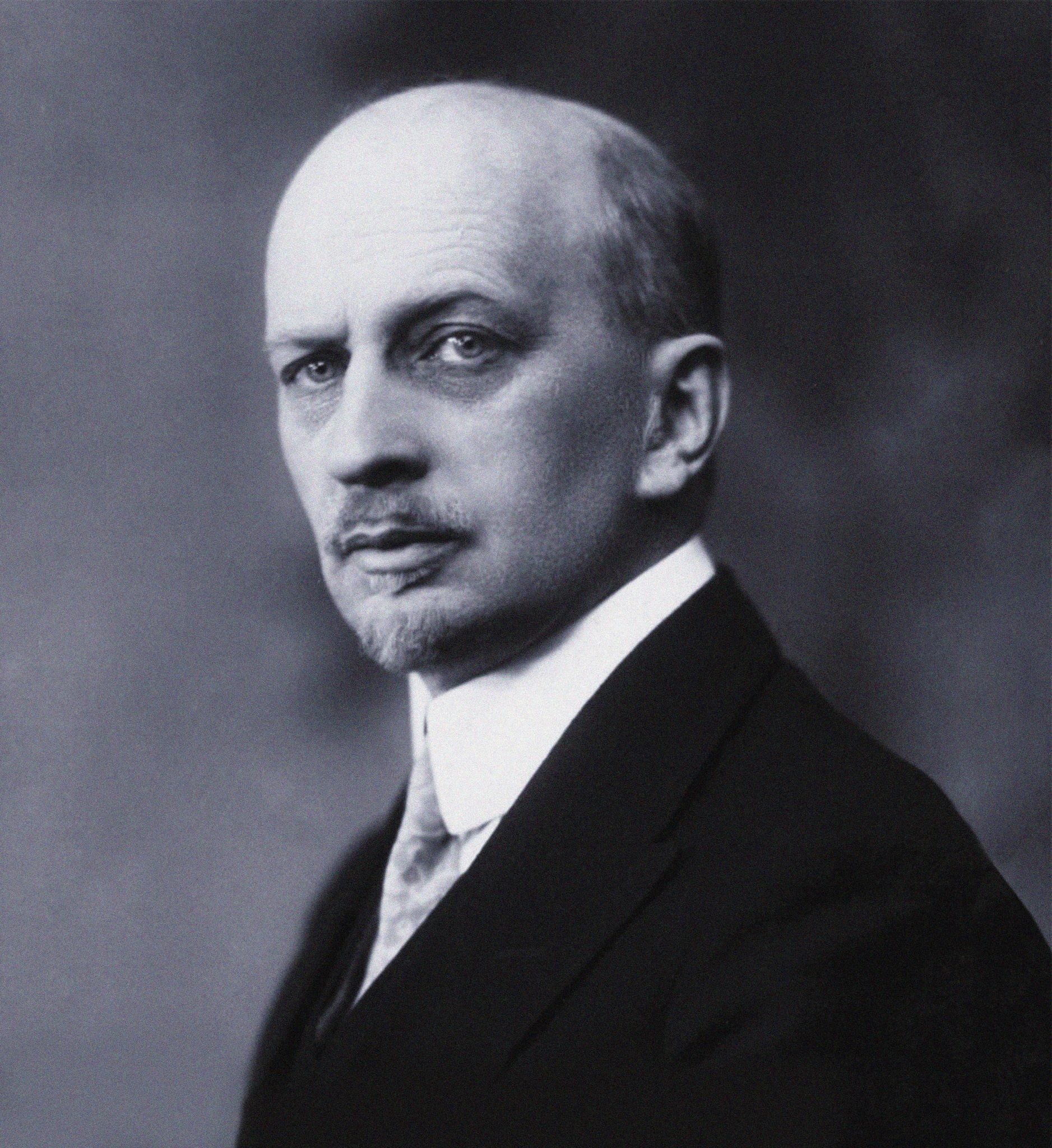
Философ Иван Ильин

Ильин выпустил более двадцати книг, бо́льшая часть из которых была написана в эмиграции. В своих работах философ оправдывал политический тоталитаризм, отрицал верховенство закона и называл беззаконие «патриотическим актом». По его мнению, фашизм является «искупительным эксцессом патриотического произвола», а спасение России от исторической борьбы со злом или «безбожными агентами глобализма» зависит от присутствия диктатора. Ильин рассматривал Муссолини и Гитлера как образцовых лидеров, спасавших Европу путём разрушения демократии. Статья Ильина от 1927 года «О русском фашизме» была адресована «Моим белым братьям, фашистам». Уже в 1940-х и 1950-х годах философ набросал конституции фашистской Святой Руси, управляемой «национальным диктатором», который будет «вдохновлён духом тотальности». При этом, как отмечает Ларуэль, ошибочно преувеличивать степень влияния Ильина на взгляды Путина, поскольку последний гораздо чаще упоминает «классических» русских историков и деятелей, включая Николая Карамзина и Петра Столыпина. Из 300 цитат о России, размещённых на стенах парка «Россия — моя история» на территории ВДНХ, лишь 10 принадлежат Ильину.
Противники использования термина «фашизм» по отношению к российскому режиму указывают на отсутствие в нём важных для фашизма идеологических отсылок. Например, российский политолог Григорий Голосов отмечает, что многие исследователи, включая Снайдера, используют термин для характеристики идеологии, а не политической системы. Согласно исследователю, в России отсутствует фундаментальное для фашизма убеждение в том, что реальность есть продукт воли выдающихся личностей и руководимых ими масс. Согласно политологу Роджеру Гриффину, в основе мифологии фашизма лежит идея о том, что органичная культура должна возродиться в новом порядке, который не может быть демократическим, потому что демократия по определению плюралистична. Поэтому фашисты стремятся полностью разрушить старую систему и переделать общество. Однако российская идеология пытается не создать новый порядок, а воссоздать модифицированную версию Советского Союза и манипулирует атрибутами протодемократической системы, но не отвергает их. Такого же мнения придерживается и политолог Бенс Латковский, указывающий на то, что в отличие от фашизма, который был идеологией модернизма, рашизм контрреволюционен и стремится к деполитизации общества. В этой связи ряд исследователей, таких как Андрей Пионтковский и Борис Кагарлицкий, указал на присущие «путинскому фашизму» черты постмодернизма.
По мнению политолога и журналиста Марии Снеговой, несмотря на присутствие в России всех признаков, напоминающих фашизм, на 2017 год в стране отсутствовала мобилизация вокруг мифа о национальном перерождении. В 2021 году исследовательница постсоветского пространства Марлен Ларюэль выпустила книгу Is Russia Fascist? (с англ. — «Является ли Россия фашистской?»), в которой проследила историю ужесточения режима в России. К концу своей работы она пришла к выводу, что российским режим лучше характеризуется терминами «консервативный» и «нелиберальный». С ней солидарен и профессор Пенсильванского университета Митчел Оренштайн. Андреас Умланд считает революционный настрой и стремление к осуществлению новых идей ключевыми для фашистского государства, чего нет в российском обществе. Старший научный сотрудник Университета Витовта Великого Андрей Казакевич также напоминает, что фашизм и нацизм стремились к созданию нового общества и нового человека, противопоставляя себя европейскому консерватизму. Историк Ульрих Герберт предполагает, что термин «фашизм» в отношении России призван вызывать ассоциации со злом и врагом, но массового народного движения, которое поддерживает вождя и этим отличает фашизм, в России нет.

### Исторические параллели с Гитлером
Исследователи отмечали аналогии между высказываниями и действиями Путина во время вторжения на Украину и риторикой и действиями Адольфа Гитлера перед и в начале Второй мировой войны. Так, доктор экономических и политических наук, бывший заместитель министра обороны США Дов Закхейм 24 февраля 2022 года заявил, что видит сходство между аргументацией Гитлера при оккупации Чехословакии в марте 1939 года и аргументацией Путина. То же самое отметил американский историк Бенджамин Натанс, добавив, что, как Гитлер был мотивирован поражением Германии в Первой мировой войне, так и Путин черпает мотивацию из ощущения национального унижения и горечи после поражения СССР в холодной войне и последовавшей потери Россией значительных территорий, входивших в СССР.
Американский историк Тимоти Снайдер отмечает сходство между отрицанием Путиным существования украинской нации и представлением Гитлера об украинцах как врождённо предназначенных для колонизирования. Не соответствующую действительности риторику Путина о «денацификации», которой тот оправдал вторжение на Украину, Снайдер называет вариацией Большой лжи Гитлера — нацистской пропагандистской техники, суть которой в том, что если политический лидер повторит колоссальную ложь достаточно много раз, то люди в конечном счёте в неё поверят. Издание CNN отмечает, что Путин совершает те же ошибки, что обрекли на поражение нацистскую Германию.
Философ Питер Сингер отмечал, что Гитлер угрожал вторжением в Чехословакию, чтобы включить в состав нацистской Германии приграничные районы Чехословакии с немецкоязычным населением, однако Гитлеру не пришлось прибегать к боевым действиям, потому что лидеры Великобритании, Франции и Италии уступили его требованиям в ходе Мюнхенской конференции, пытаясь избежать новой кровопролитной войны в Европе. Однако спустя шесть месяцев нацисты нарушили Мюнхенское соглашение, установив протекторат Богемии и Моравии на чешских землях и создав марионеточную Словацкую республику, после чего Германия выдвинула территориальные претензии к Польше. Аналогичным образом, указывает Сингер, нападение России на Украину началось с аннексии Крыма и образованием «двух прокремлёвских квазигосударств в русскоязычном регионе восточного Донбасса» в 2014 году. Сингер отмечал, что как Франция и Великобритания не предприняли решительных действий, когда Гитлер постепенно разрывал Версальский договор, так и в ответ на действия Путина «ни одна страна не сделала серьёзных шагов, чтобы заставить россиян сожалеть» о содеянном на Украине в 2014 году. Сингер отмечал, что хотя Гитлер утверждал, что аннексия Судет будет «моими последними территориальными претензиями в Европе», однако задолго до 1938 года в книге «Майн Кампф» Гитлер писал о стремлении создать для немцев «жизненное пространство» в Восточной Европе. Аналогично, по мнению Сингера, Путин описывал распад СССР как катастрофу, и, желая восстановить господство России на постсоветском пространстве, путинская Россия может пойти дальше, если захват Украины «Путину сойдет с рук». Сингер предполагал, что следующими жертвами Путина в таком случае могла стать Прибалтика, «особенно Эстония и Латвия», имеющие значительные русскоязычные меньшинства.
При этом многие историки утверждали, что отождествление Путина и Гитлера недопустимо, так как Гитлер ответственен за беспрецедентное преступление против человечности — Холокост, а также Гитлер развязал Вторую мировую войну, тогда как все преступления, в которых можно обвинить Путина, несопоставимы по масштабу. Однако немецкий историк Генрих Винклер указывал, что «сравнить — не значить приравнять», при этом Винклер отмечал «поразительные параллели» между аннексией Австрии, аннексией Судетской области и «разгромом остальной Чехии», с аннексией Крыма, «отделением значительных территорий Донбасса» и «агрессивной войной против Украины».
Однако, немецкий политолог Андреас Умланд отмечал также, что если в основе фашизма лежала революционная идеология и стремление переучредить государство, то в путинской России этого не видно. По мнению Умланда, «Путин, в отличие от Гитлера, является представителем старого, в данном случае — советского режима, его взгляд обращен в прошлое, и в меньшей степени — в будущее».
Тимоти Снайдер также считает, что один из методов путинизма — будучи фашизмом (или рашизмом) самостоятельно — клеймить как фашистов, именно других, как это успешно делала советская пропаганда в отношении всех своих противников и оппонентов в во времена сталинизма в СССР.
В России
1 марта 2014 года в российской газете «Ведомости» вышла статья историка Андрея Зубова «Это уже было», в которой Зубов сравнил действия Путина в Крыму с аншлюсом Австрии Адольфом Гитлером. 3 апреля в газете «Известия» вышла статья политолога Андраника Миграняна, в которой он выступил с жёсткой критикой Зубова и отверг сравнения между аннексией Гитлером Судет и аннексией Крыма Путиным. При этом Мигранян писал, что «нужно отличать Гитлера до 1939 года и Гитлера после 1939 года и отделять мух от котлет». В своей статье он похвалил Гитлера за объединение Германии, Австрии, Судетов и Мемеля, заявив, что «если Гитлер бы остановился на этом, то остался бы в истории своей страны политиком высочайшего класса».

### Исторические параллели со Сталиным и сталинизация РФ в XXI веке
С 2012 до 2021 года, в свете соответствующих усилий путинского режима и обслуживающей его пропаганды, в России более чем в два раза выросло число людей, позитивно воспринимающих Сталина и его роль в истории страны — с 28 до 59 процентов. Историк и политолог Тарас Кузьо оценивает этот период как начало ресталинизации России. По мнению Тараса Кузьо, в течение своего 22-летнего правления Владимир Путин практически реабилитировал и продвигал культ личности Сталина. В 2022 году, через 3 недели после начала полномасштабного вторжения на Украину, в своём выступлении Путин уже вспоминал так называемую «пятую колонну» («национальных предателей», «подонков и предателей»). Подъём тоталитаризма и сталинизма в России имел прямым следствием вскрывшиеся военные преступления вооружённых сил РФ во время вторжения на Украину. Выступление Владимира Путина 16 марта 2022 года стало по сути явным возвратом к эпохе правления Сталина. Исследователь России Дина Капаева указывает, что возвеличивание опричнины, правления Ивана Грозного в России совместилось с реабилитацией сталинизма с целью восстановления Российской империи. Исследователь характеризует современную политику России как антисовременную. Историк Иван Курилла характеризует начавшуюся в 2014 году (после аннексии Крыма), и в особенности в начале 2015, волну ресталинизации с тем, что исторические аргументы Путина для аннексии не работали. Население не понимало, как древние истории о крещении Владимира и Херсонесе оправдывали сегодняшнюю аннексию. История СССР, когда Сталин захватывал и присоединял к СССР новые территории, многим гораздо более понятна. В конце 2015 года, однако, был принят закон о жертвах политических репрессий, и активная ресталинизация была приостановлена. В 2022 году, после начала Россией полномасштабной войны в Европе, упоминания о Сталине, как ни странно, практически не появлялись в публичном пространстве.